# Circulație pietonală

Animație simplă a mersului

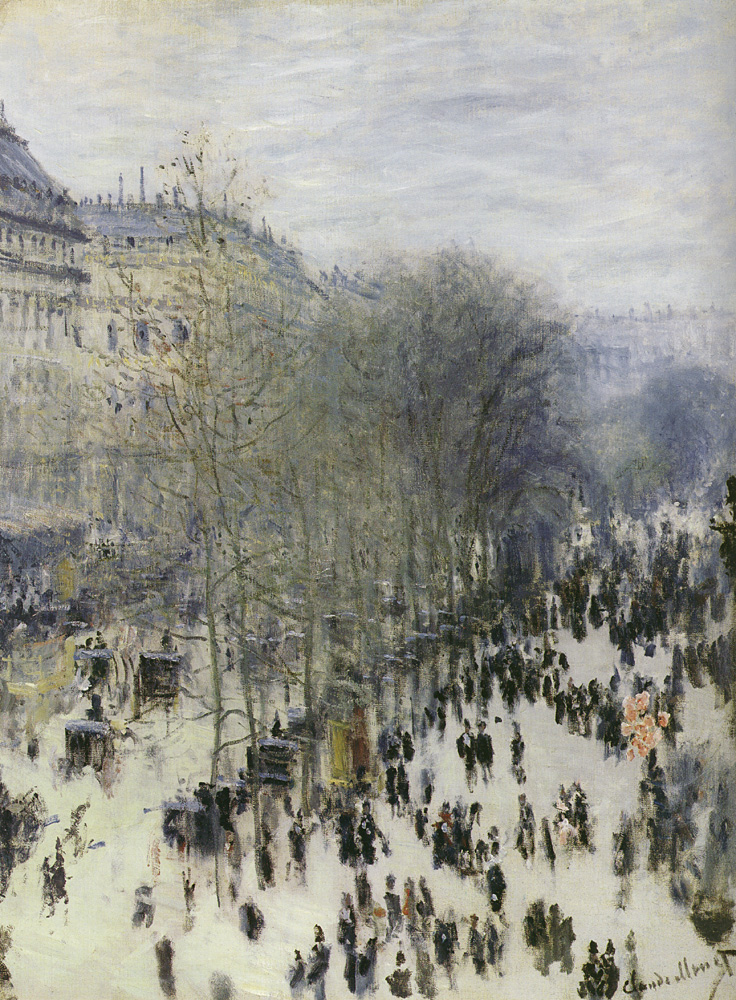
Claude Monet: Boulevard des Capucines, 1873

Circulația pietonală reprezintă parcurgerea distanțelor de către pietoni. Un pieton, de asemenea, este o persoană care merge pe jos.

## Terminologie
Pieton este un termen general care poate fi aplicat și pentru plimbăreți și drumeți. 
- termenul trecător se referă la un pieton care trece pe alături.
- în sport, se face o distincție între marș și alergare.

## Istoricul mersului pe jos
Mersul pe jos este o formă naturală de locomoție umană. În cursul evoluției, s-a dezvoltat într-un aspect caracteristic oamenilor sub forma mersului vertical.
Armata pedestră
Odată cu ascensiunea imperiilor, când au fost constituite pentru prima dată armatele mai mari, acestea au trebuit să meargă, deoarece nu ar fi fost posibil să se doteze fiecare soldat cu un cal. Trupele pedestre, numite mai târziu infanterie, puteau parcurge până la 30 km pe zi cu echipamentul complet.
Cultura mersului și mersul pe jos ca activitate de agrement
În societatea industrială, mersul și plimbarea s-au dezvoltat ca activități de agrement. Așa cum a fost cazul de zeci de ani în SUA iar după cel de-al Doilea Război Mondial și în Europa, pietonii din  în afara centrelor orașelor au dispărut din ce în ce mai mult.
Această observație l-a determinat pe W. Wehap să afirme în „Contribuțiile Graz la etnologia europeană” că mersul pe jos nu va mai deveni „modul natural de deplasare pentru mase”, dar cunoștea totuși o renaștere sub diferite semne, prin care vedea pietonii încurajați spre un comportament încrezător.